# Pulley
Pulley is een Amerikaanse punkband afkomstig uit Simi Valley, Californië die is opgericht in 1994 door frontman Scott Radinsky, drummer Jordan Burns, gitarist Jim Cherry, gitarist Mike Harder en basgitarist Matt Riddle. De muziekstijl van de band kan worden omschreven als melodische punkrock of skatepunk.

## Geschiedenis
De band werd opgericht na het vertrek van zanger Scott Radinsky uit zijn vorige band Ten Foot Pole. De aanleiding hiervoor was de wens van de band voor een zanger met een fulltime focus op de band (Radinsky speelde voor onder andere de Los Angeles Dodgers). De eerste formatie van Pulley bestond uit Strung Out-drummer Jordan Burns, gitarist Jim Cherry (voormalig basgitarist van Strung Out en later Zero Down), gitarist Mike Harder en voormalig Face to Face-basgitarist Matt Riddle. Het debuutalbum, getiteld Esteem Driven Engine, werd in 1996 uitgebracht door het platenlabel Epitaph Records. Riddle ging later bij de punkband No Use for a Name spelen en werd vervangen door Tyler Rebbe. De latere studioalbums omvatten 60 Cycle Hum (1997), @!#* (1999), Together Again for the First Time (2001) en Matters (2004). Op 30 juli 2008 kondigde Pulley de ep Matters aan, getiteld Time-Insensitive Material, dat zou dienen als vervolg op het studioalbum Matters en op 24 maart 2009 via het eigen platenlabel X-Members werd uitgegeven.
In december 2010 maakte Pulley bekend dat er plannen waren om in januari 2011 de studio in te gaan om een nieuw studioalbum op te nemen met producer Matt Hyde. Op dat moment was er geen woord bekend over welk label het nieuwe album zou uitbrengen of dat het door de band zelf uitgebracht zou worden, zoals was gedaan met de ep Time-Insensitive Material. Op 2 januari 2011 kondigde de band via Facebook aan dat de opnames zouden beginnen op 14 januari. Op 4 april 2011 maakte Pulley via Facebook bekend dat ze op 28 juni 2011 een nieuwe ep getiteld The Long and the Short of It zouden uitbrengen.
Op 28 september 2016 kondigde de platenmaatschappij Cyber Tracks, van wie NOFX-lid El Hefe de eigenaar is, aan dat Pulley een contract bij het label had getekend en dat het eerste studioalbum van de band in 12 jaar tijd via het platenlabel uitgegeven zou worden. Het studioalbum is getiteld No Change in the Weather en werd uitgebracht op op 18 november 2016. De uitgave van dit album markeerde het 20-jarig jubileum van de band.

## Band
| Huidige leden - Scott Radinsky - zang - Mike Harder - gitaar - Jim Blowers - gitaar - Tyler Rebbe - basgitaar - Chris Dalley- drums | Voormalige leden - Jim Cherry - gitaar (†) - Matt Riddle - basgitaar - Jordan Burns - drums - Tony Palermo - drums - Metal Bob - drums |

Foto's

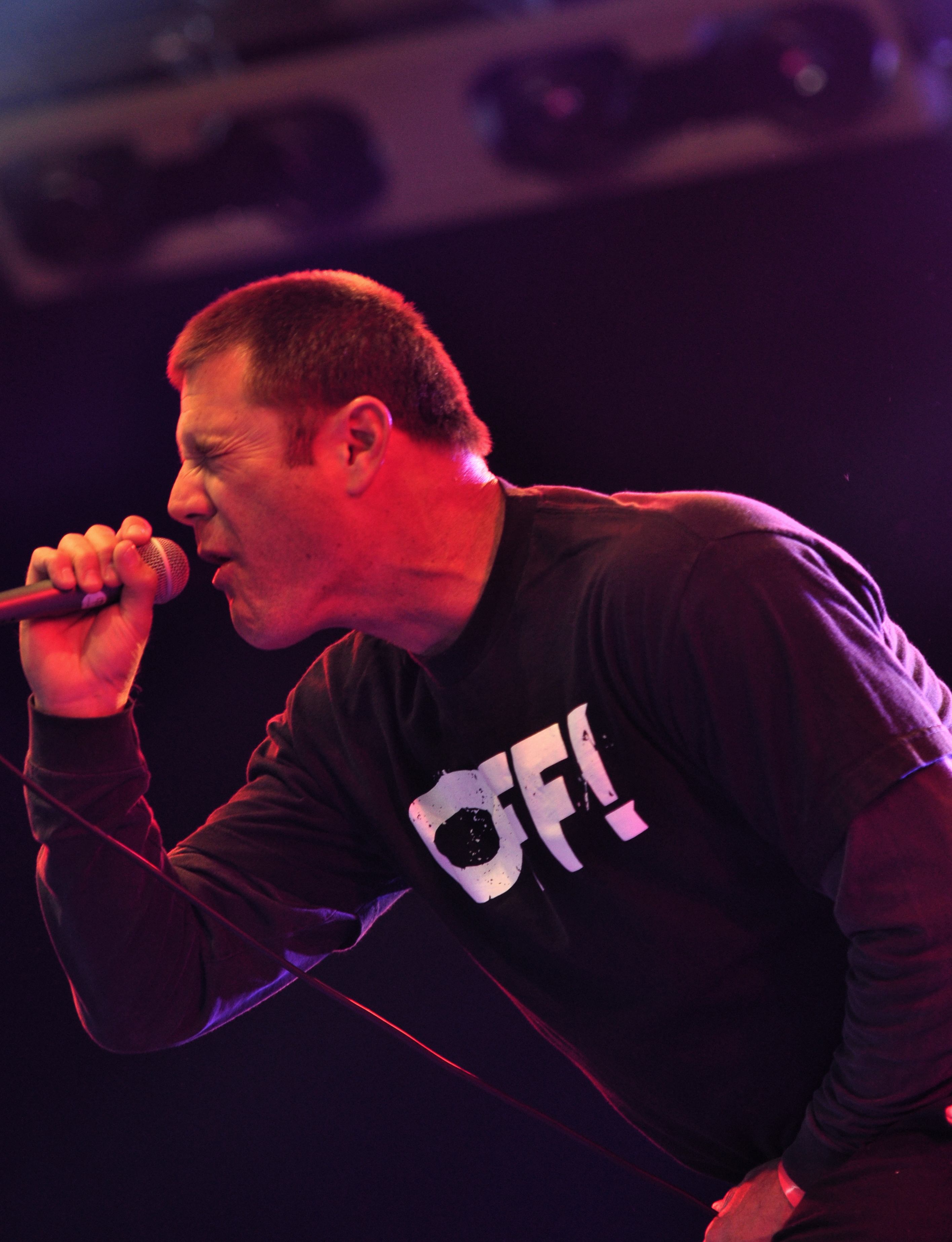
Scott Radinsky
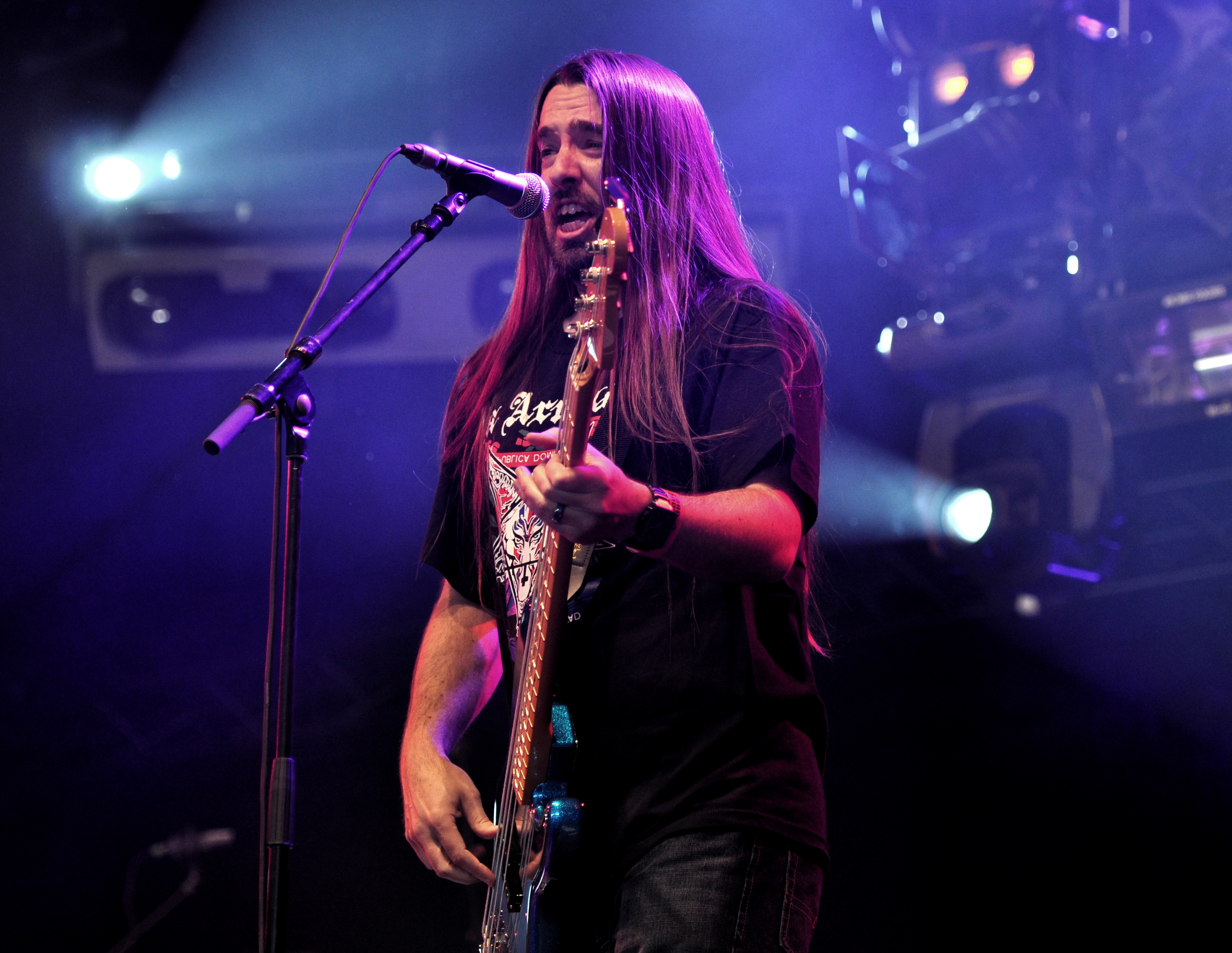
Tyler Rebbe
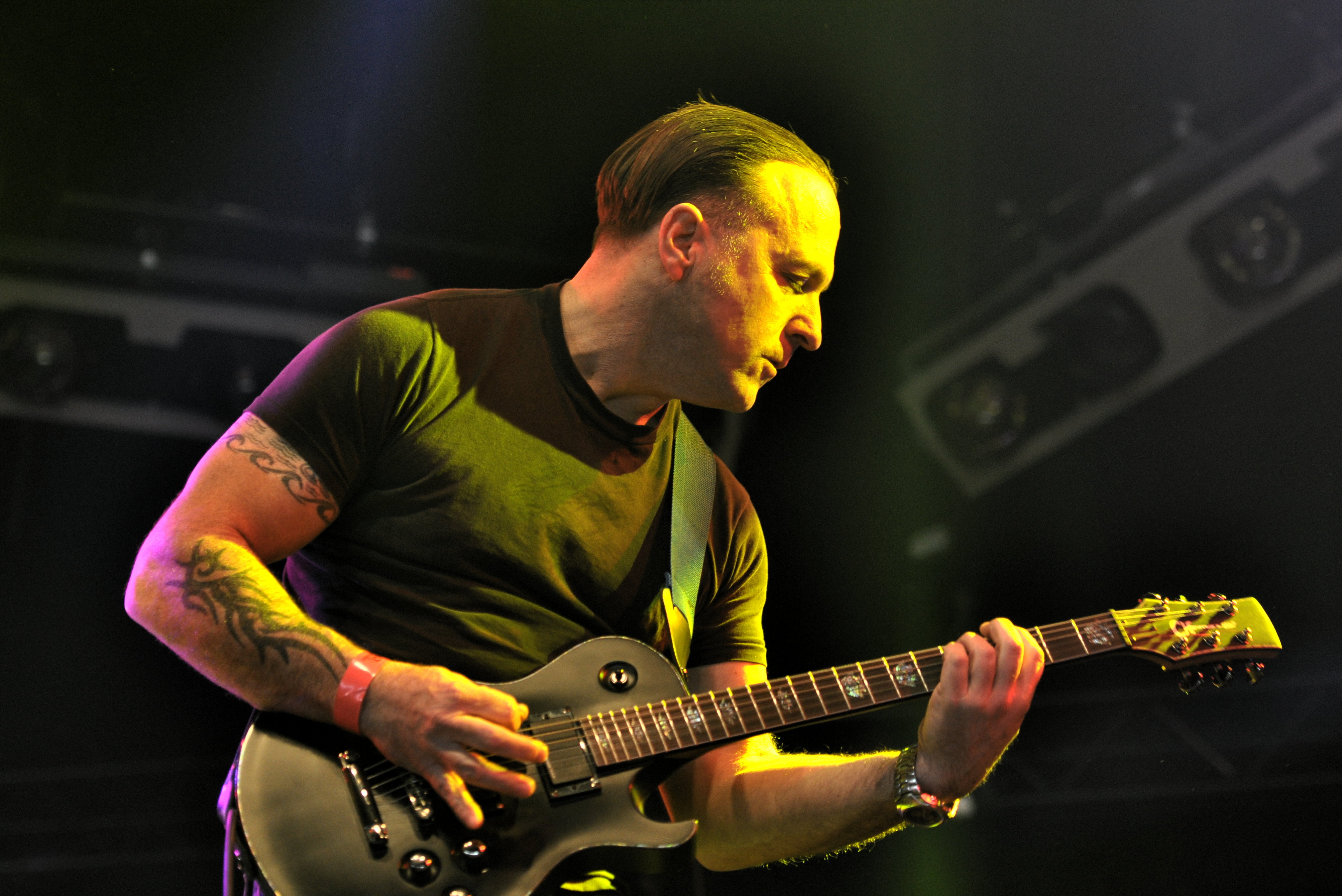
Jim Blowers
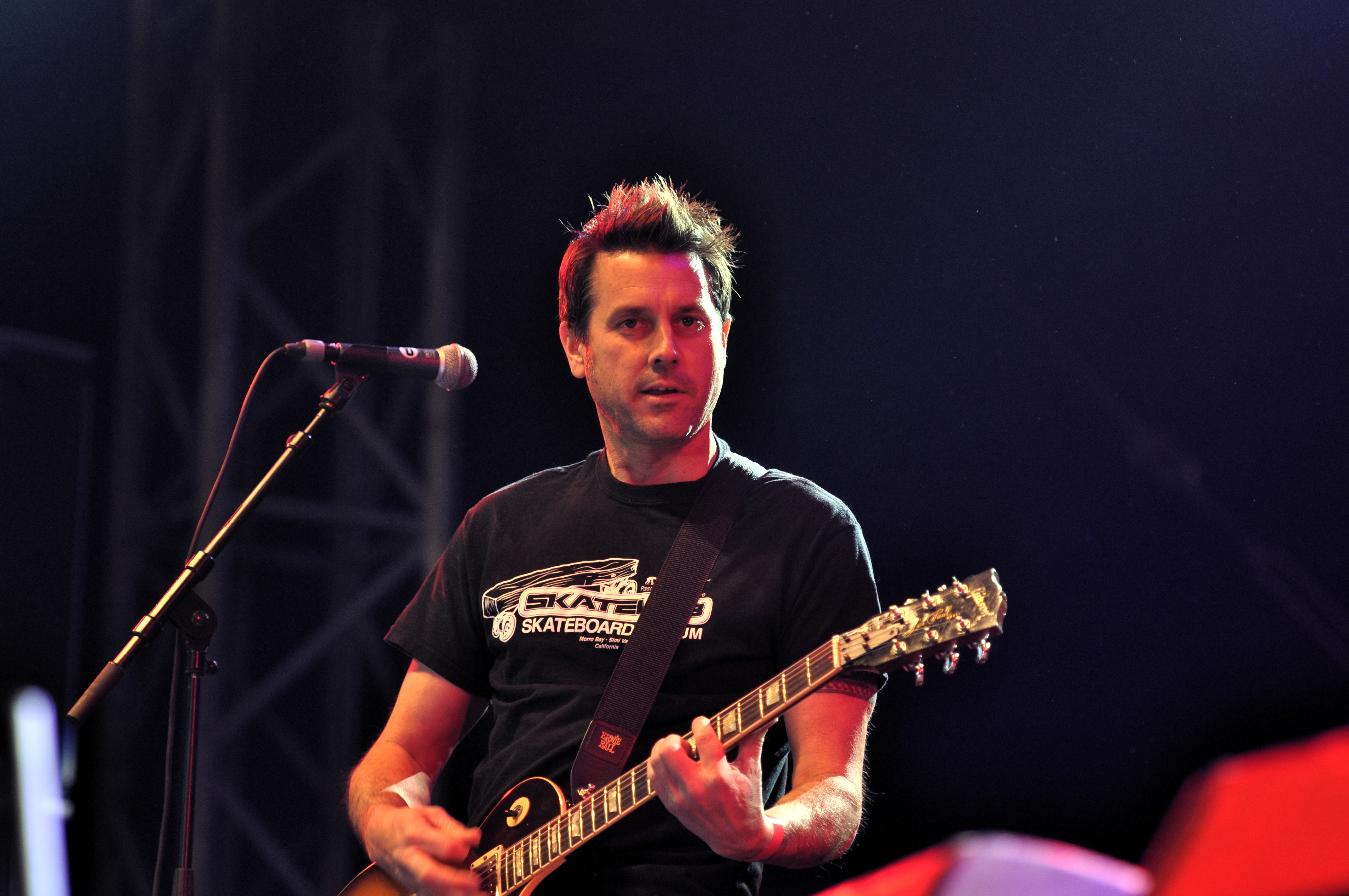
Mike Harder
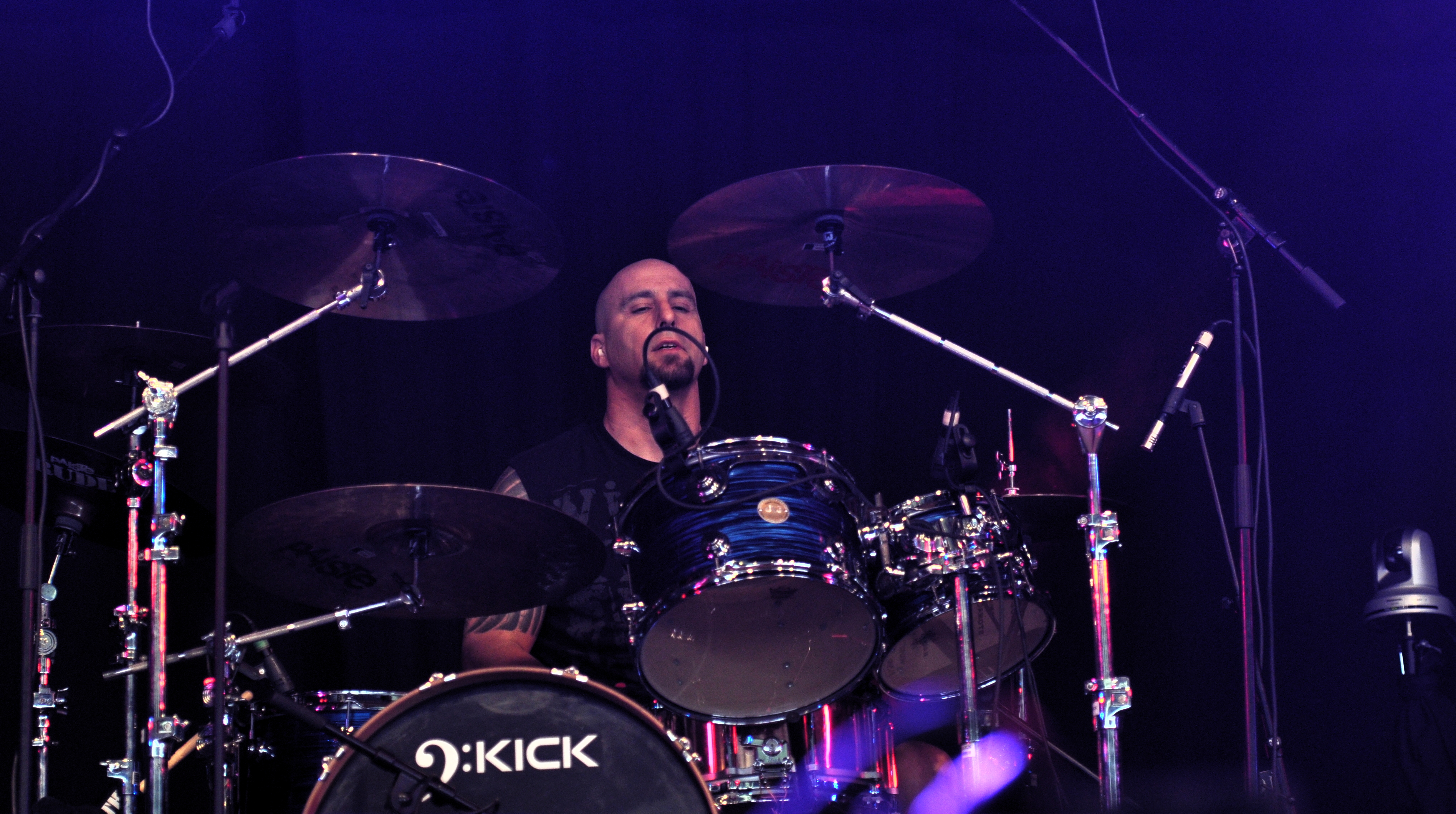
Metal Bob

## Discografie
| Studioalbums - Esteem Driven Engine (1996) - 60 Cycle Hum (1997) - @#!* (1999) - Together Again for the First Time (2001) - Matters (2004) - No Change in the Weather (2016) | Ep's - Time-Insensitive Material (2009) - The Long and the Short of It (2011) Splitalbums - The Slackers/Pulley Split (2004) |